# 아마존 S3 글래셔
아마존 S3 글래셔(Amazon S3 Glacier)는 데이터 보관 및 백업을 위한 스토리지를 제공하는 온라인 파일 스토리지 웹 서비스이다.
글래셔는 아마존 웹 서비스 클라우드 컴퓨팅 서비스 제품군의 일부이며, 자주 액세스하지 않고 3~5시간의 검색 대기 시간이 허용되는 데이터를 장기간 저장하도록 설계되었다. 스토리지 비용은 매월 기가바이트당 0.004달러로 일관되게 S3(Simple Storage Service) 표준 계층보다 훨씬 저렴하다.
아마존은 이 서비스가 기업을 온프레미스 테이프 백업 드라이브에서 클라우드 기반 백업 스토리지로 이동시키기를 바라고 있다.